# Rosulabryum albolimbatum
Rosulabryum albolimbatum är en bladmossart som beskrevs av Magnus Spence 1996. Rosulabryum albolimbatum ingår i släktet Rosulabryum och familjen Bryaceae. Inga underarter finns listade i Catalogue of Life.